# بیاتریس آلنده
بیاتریس زیمنا آلنده بوسی (۸ سپتامبر ۱۹۴۳–۱۱ اکتبر ۱۹۷۷) سیاستمدار، انقلابی و جراح سوسیالیست شیلی بود. وی دختر رئیس‌جمهور سابق شیلی سالوادور آلنده و همسرش هورتنسیا بوسی بود.

## زندگی‌نامه
خانواده و دوستان نزدیکش او را به اسم تاتی می‌شناختند. وی در دانشگاه کنسپسیون پزشکی خواند و با تخصص جراحی فارغ‌التحصیل شد. او با دیپلمات کوبایی لوئیس فرناندز دو اونا ازدواج کرد و صاحب دو فرزند شد به نام‌های: مایا آلخاندرا فرناندز آلنده (از ۲۰۱۴، معاون شیلی) و الخاندرو سالوادور آلنده فرناندز.
هنگامی‌که پدرش در ۴ سپتامبر ۱۹۷۰ به عنوان رئیس‌جمهور شیلی انتخاب شد، بیاتریس نزدیکترین مشاور و همکار وی شد و به شبکه‌سازی با عناصر چپ شیلی و بین‌المللی پرداخت.
در دوران کودتای پینوشه، با وجود باردار بودن، او نزد پدرش در کاخ ریاست جمهوری لا موندا ماند. فقط وقتی رئیس‌جمهور آلنده دستور داد همه زنان و کودکان تخلیه کنند، او نیز کاخ را ترک کرد. وی به همراه مادر، خواهران و دخترش مجبور به تبعید به کوبا شد. در زمان تبعید در هاوانا، او به عنوان دبیر اجرایی کمیته همبستگی ضد امپریالیست خدمت کرد.

## درگذشت
بیاتریس آلنده در کمیته شیلیایی همبستگی ضد امپریالیست در هاوانا به عنوان منشی کار می‌کرد. چهار سال و یک ماه پس از مرگ پدرش و کودتای آگوستو پینوشه در ۱۹۷۳، وی در ۱۱ اکتبر ۱۹۷۷ با خودکشی با سلاح گرم درگذشت. جسد وی را در پانتئون نیروهای مسلح انقلابی در قبرستان کلون در هاوانا به خاک سپردند.

## ادای احترامات
برای بزرگداشت او، مبارزان حزب پیشرو شیلی تصمیم گرفتند نام او را بر جبهه زنان پیشرو تاتی آلنده بگذارند. این نامگذاری در ۱۱ اکتبر ۲۰۱۸، در سالگرد درگذشت او، همراه با اجرای ترانه‌ای در ادای احترامش، ساخته مونیکا بریوس، انجام شد.